# Pavel Sivko
 Pavel Sivko (* 24. ledna 1948 Praha) je český malíř, grafik, ilustrátor a pedagog.

## Život
Narodil se v rodině grafika Václava Sivka. V letech 1964–1967 vystudoval Střední odbornou školu výtvarnou v Praze. Ve studiu pokračoval v letech 1968–1973 na Vysoké škole uměleckoprůmyslové v Praze u profesorů Jiřího Trnky a Zdeňka Sklenáře v ateliéru užité grafiky a ilustrace. V letech 1991-1997 pracoval jako výtvarný redaktor v nakladatelství Mladá Fronta. V letech 1997-2019 učil na Vyšší odborné škole a Střední umělecké škole Václava Hollara.
Je členem SČUG Hollar v Praze.

## Dílo

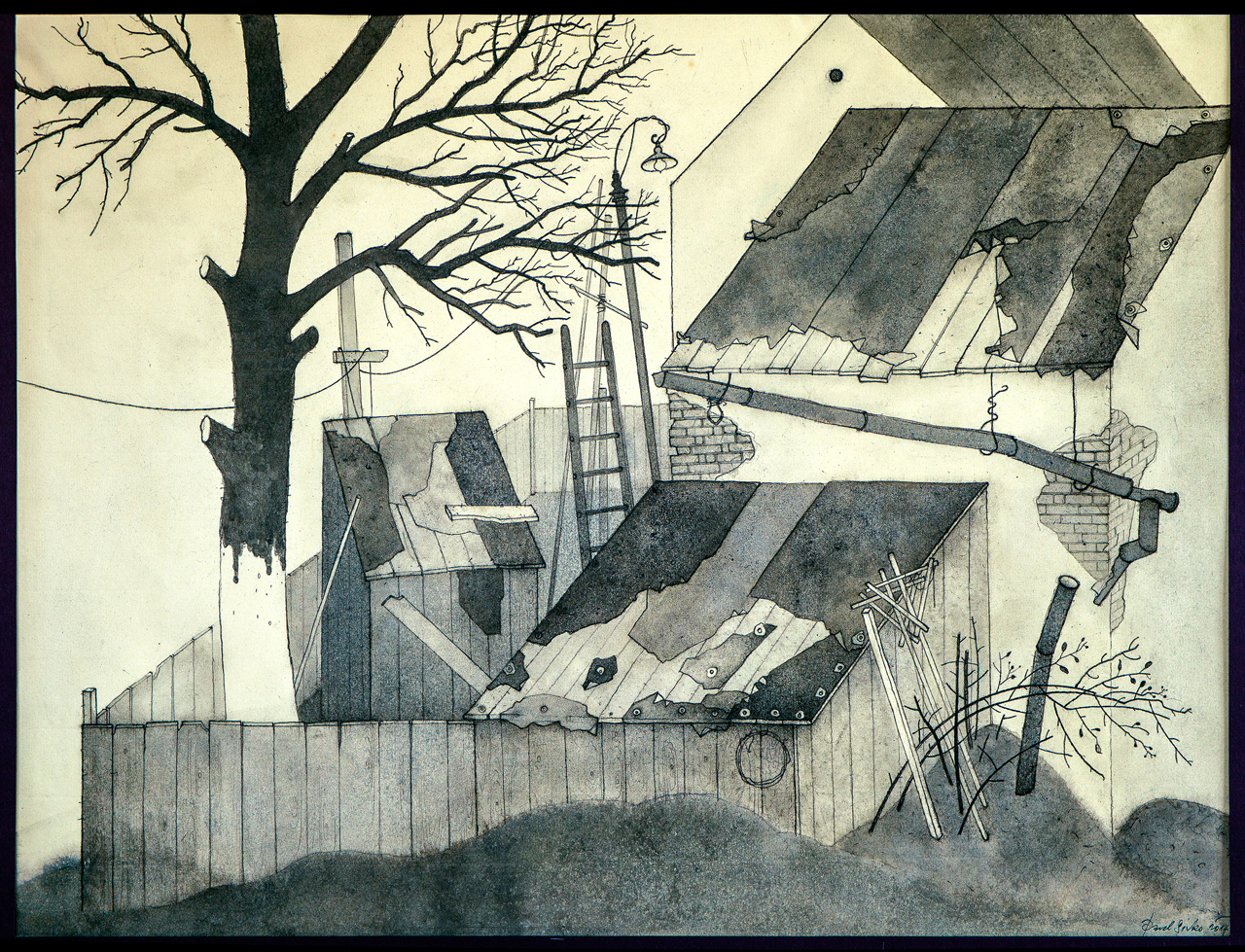
Térové střechy, lavírovaná kresba, negrotužka, 2017

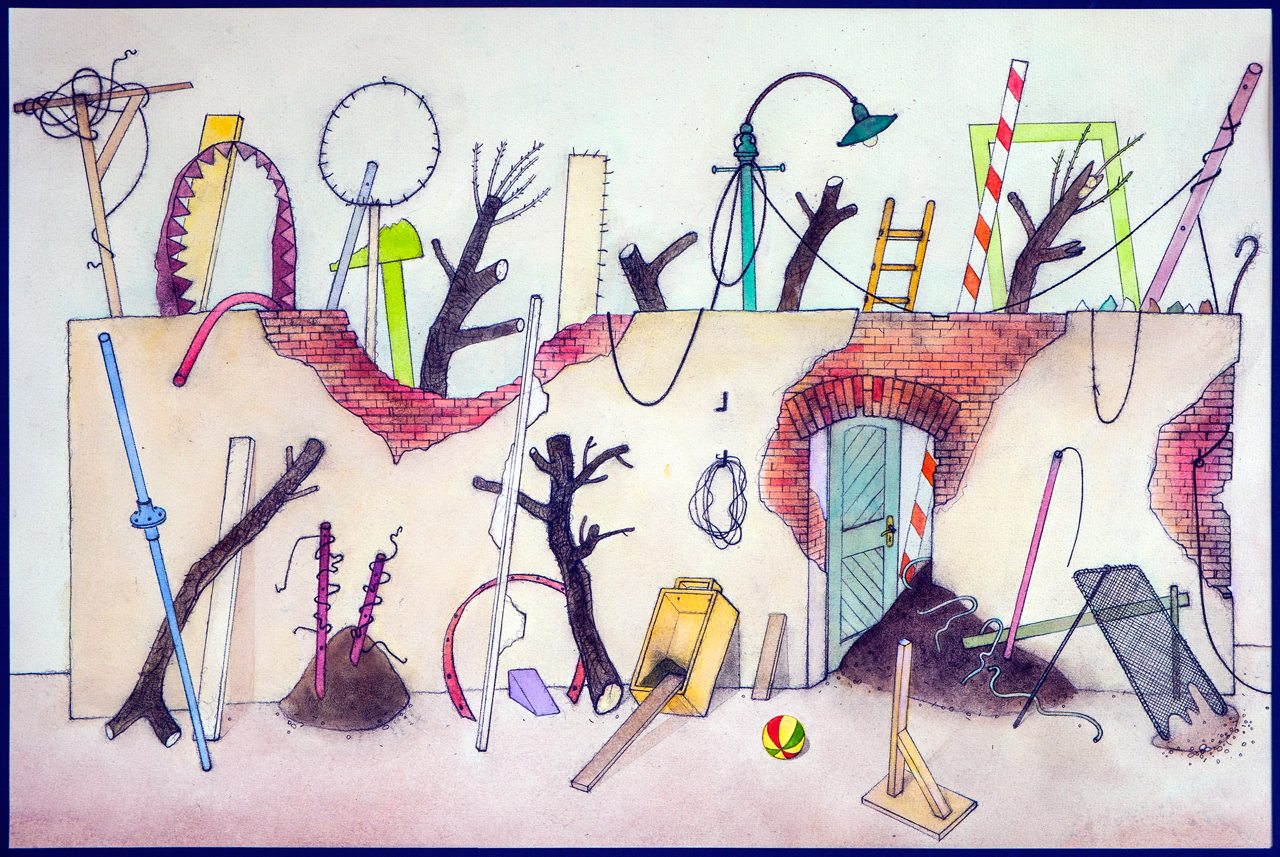
Kamilův míček, kolorovaná kresba

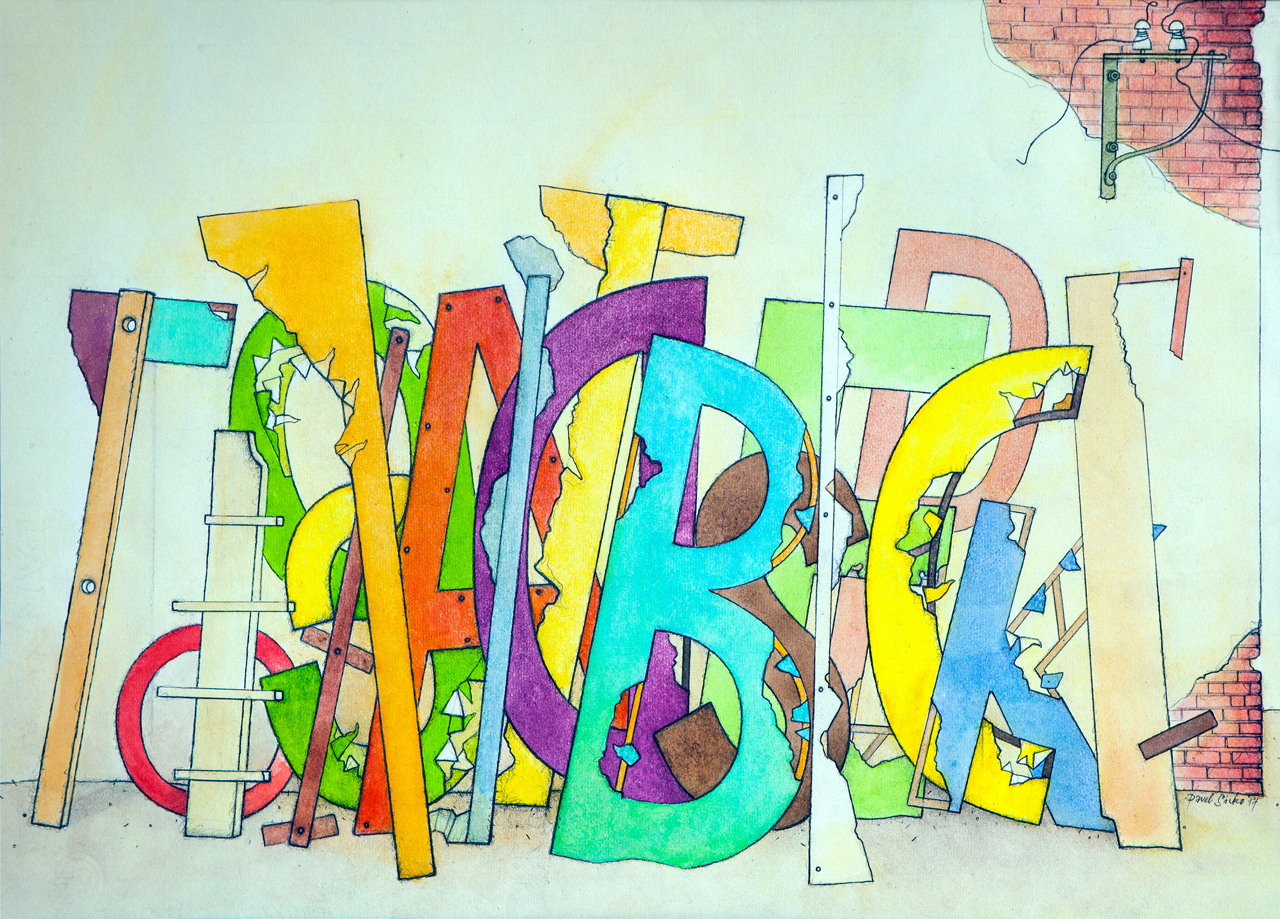
Odložená reklama, kolorovaná kresba

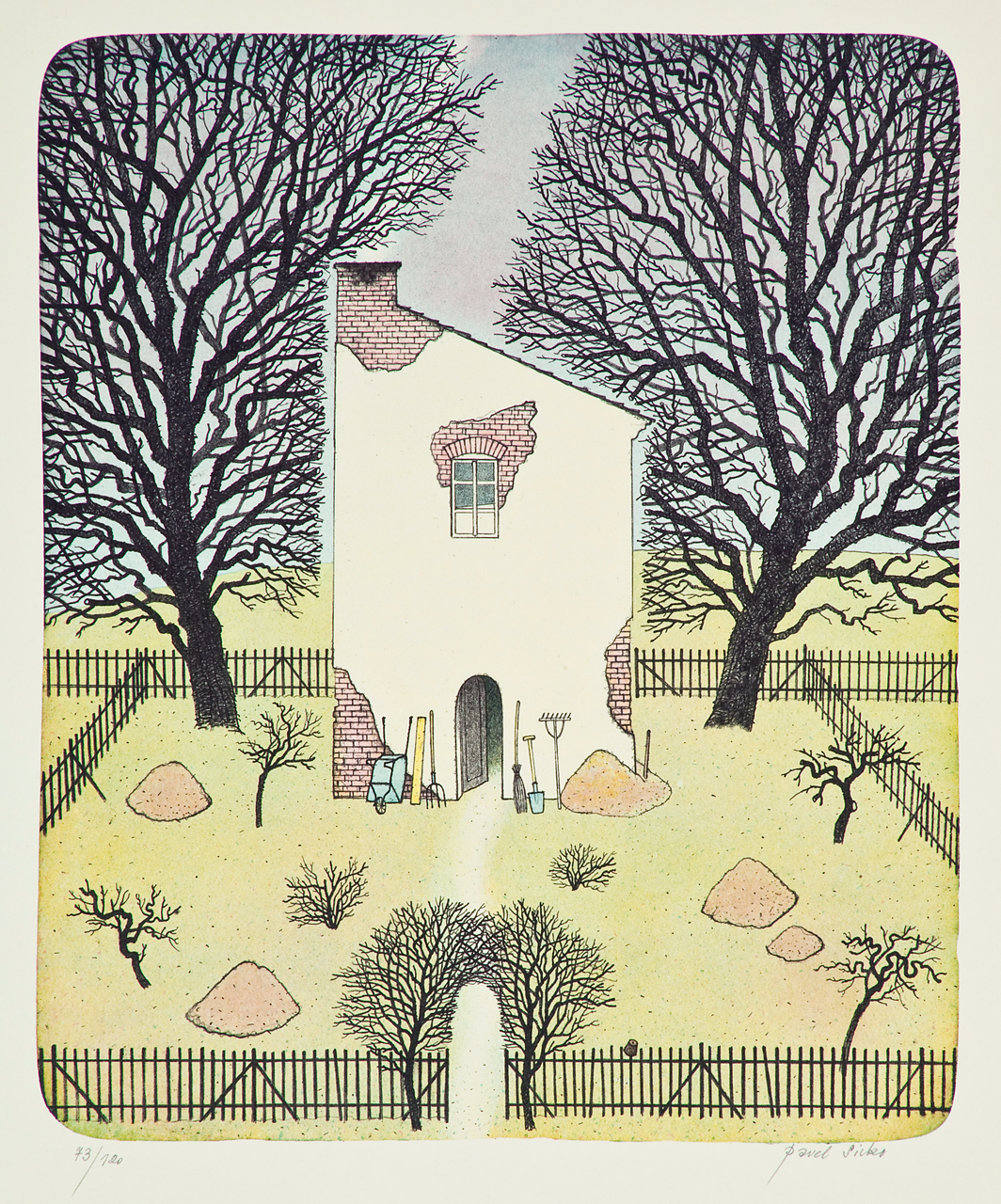
Zahradníkův dům se pozná, barevná litografie

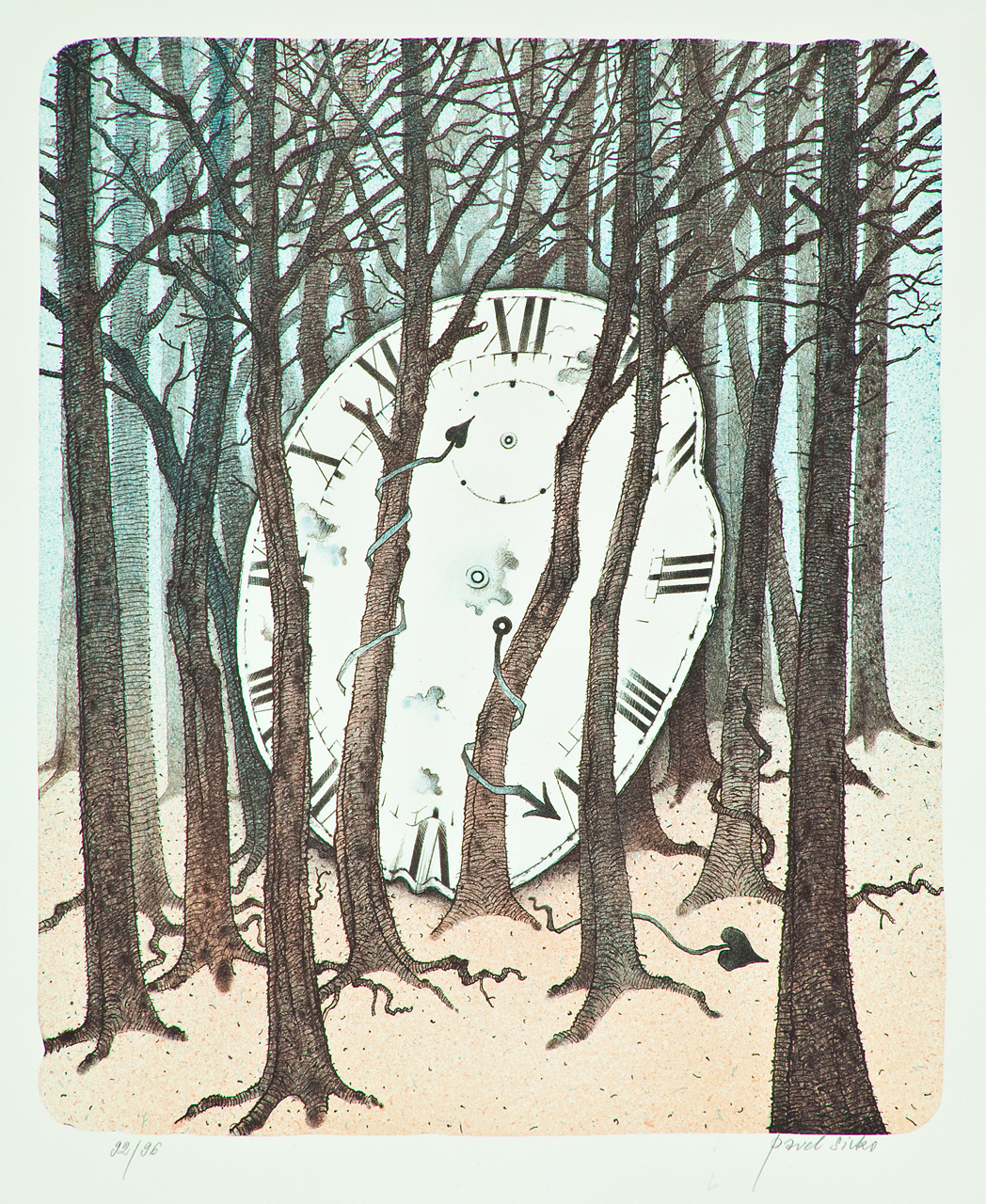
Je na čase..., barevná litografie

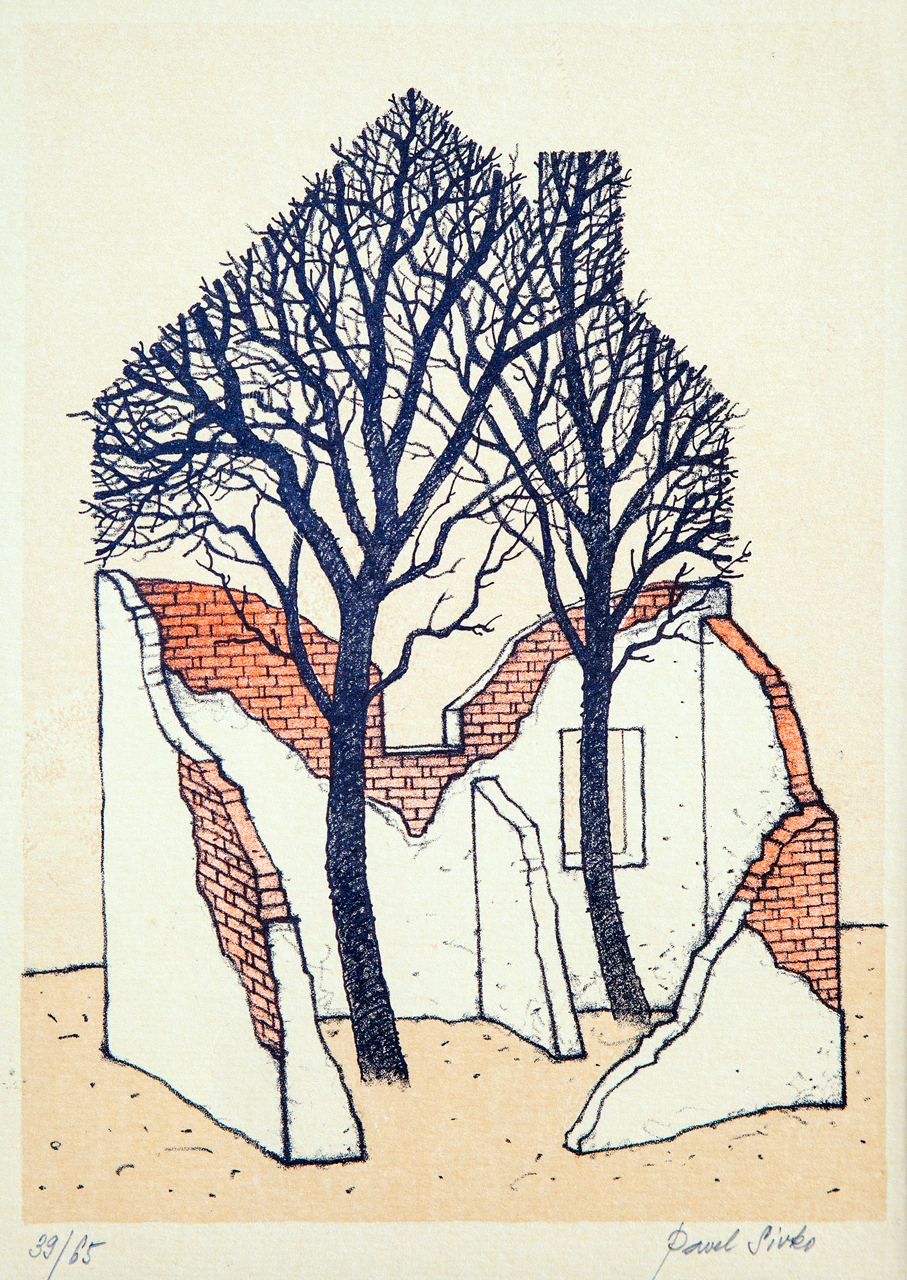
Dům, barevná litografie

Zabývá se volnou grafikou, kresbou a ilustrací. Je tvůrcem poštovních známek a animovaných filmů.

### Ilustrace (výběr)
- 1977 Anton Pavlovič Čechov: Cestou
- 1979 Taťjana Aleksandrova, Valentin Dmitrijevič Berestov: Káťa mezi hračkami
- 1981 Tuláci : Sborník povídek rus. autorů
- 1984 Jiří Orten: Ohnice
- 1985 Václav A. Černý: O kouzelném ptáku Zymyrykovi a jiné pohádky
- 1986 Italo Calvino: Neviditelná města
- 1987 O králi Sedmilháři : kavkazské pohádky vypravuje Jaroslav Tafel
- 1994 Salman Rushdie: Hárún a moře příběhů, ISBN 80-204-0480-5
- 1997 Marie Kubátová: Nedělní pohádky II., ISBN 80-85835-55-X
- 2001 Markéta Zinnerová: Čarovné prstýnky, ISBN 80-00-00907-2

### Zastoupení ve sbírkách
- Moravská galerie v Brně
- Západočeská galerie v Plzni
- Alšova jihočeská galerie v Hluboké nad Vltavou
- Památník národního písemnictví, Praha

### Ocenění
- Nejkrásnější kniha Československa (ročníky 1977, 1985, 1987, 1988, 1990, 1992)
- 1978 – Výroční cena nakladatelství Mladá Fronta
- 1981 – Výroční cena Lidového nakladatelství
- 1987 – Hlavní cena MFF Cartagena za film Nechtěl jsem zabíjet ptáky
- 1989 – stříbrná medaile IBA Lipsko za ilustrace ke knize Itala Calvina Neviditelná města

### Výstavy

#### Autorské
- 1973 – Galerie Fronta, Praha (spolu s Jitkou Walterovou a V. Novákem)
- 1978 – Galerie Fronta, Praha (spolu s Michalem Vitanovským)
- 1984 – Obvodní knihovna, Praha 4
- 1985 – Oblastní galerie, Liberec
- 1989 – Malá galerie Československého spisovatele, Praha
- 1998 – Atrium, Praha
- 2001 – Galerie Duha, Prostějov
- 2013 – Lašské muzeum, Kopřivnice

#### Kolektivní
- 1973 – Škola prof. Zdeňka Sklenáře, Praha
- 1975, 1976 – Galerie Fronta, Praha
- 1978, 1981 – Trienále kresby, Vratislav (město)|Vratislav
- 1980, 1984 – Bienále užité grafiky, Brno
- 1984 – Česká kresba 20. století, Alšova jihočeská galerie, Hluboká nad Vltavou
- 1987 – Soudobí ilustrátoři klasické literatury, Oblastní galerie Liberec
- 1988 – Výtvarníci animované tvorby, Mánes, Praha
- 1989 – Současná československá ilustrace dětské knihy, Bratislava
- 1990 – Současná dětská kniha, Mánes, Praha
- 1993 – Trienále Inter-Kontakt-Grafik, Mánes, Praha
- 1996 – Bienále české grafiky, Výtvarné centrum Chagall, Ostrava
- 1999 – Současná česká ilustrace, Galerie Hollar, Praha
- 1999 – Třináct z Výtvarné školy Václava Hollara, Kolín
- 2000 – Bienále kresby, Plzeň
- 2002 – Festival komorní grafiky, Galerie Hollar, Praha
- 2003 – Jubilanti Hollaru, Galerie Hollar, Praha – současně i kurátor výstavy
- 2004 – X. festival komorní grafiky, Galerie Hollar, Praha